# San Secondo (Venedig)
San Secondo, auch Isola di San Secondo, ist eine fast kreisrunde Insel in der Lagune von Venedig. Sie hat eine Fläche von 1,2064 ha und liegt 880 Meter nordwestlich des historischen Zentrums von Venedig (Entfernung zu den Teilinseln Macello und San Leonardo des Sestiere Cannaregio), 114 Meter nördlich der Eisenbahnbrücke Venedig und der Ponte della Libertà (dt. Brücke der Freiheit), die die Stadt mit dem oberitalienischen Festland verbinden.

## Geschichte
1034 ließ die Familie Baffo eine Kirche und ein Benediktinerinnenkonvent auf der Insel errichten, die zu dieser Zeit noch S. Erasmo hieß. Dort befand sich ein Bild des Erasmus von Antiochia, des Bischofs von Formio († 303), den die Fischer bei Sturm um Schutz anriefen. Ende des 13. Jahrhunderts hatten einige Äbtissinnen angeblich einen schlechten Ruf, Ende des 15. Jahrhunderts soll es zu nicht näher benannten Skandalen gekommen sein. Als Venedig bei Agnadello 1509 eine schwere militärische Niederlage erlitt, sah man in den Zuständen in manchen Klöstern die Ursache für den Zorn Gottes auf Venedig, der sich wiederum in der solcherlei Niederlagen manifestierte. Girolamo Priuli meinte: „Per il peccato gravissimo di queste monache meretrice se judichava fusse proceduto in grande parte la ruina del Statto Veneto“ (die überaus schweren Sünden dieser Nonnen-Huren hielt man für die Ursache des Ruins des venezianischen Staates).
Mit der Translation der Reliquien des hl. Secundus von Asti († 119) im Jahr 1237 erhielt die Insel ihren noch heute bestehenden Namen. Allerdings ist unklar, ob es nicht die Reliquien Secundus' des Bekenners waren. Der Legende nach gelang es Pietro Tiepolo, dem Sohn des Dogen Iacopo Tiepolo, im Kampf gegen Kaiser Friedrich II. nicht nur Asti zu erobern, sondern schickte die Reliquien des Ortsheiligen nach San Geremia in Venedig, doch wegen schlechtem Wetter mussten die dazu beauftragten Ruderer vor San Erasmo halten. Man glaubte zu erkennen, dass der Heilige auf der Insel bleiben wollte.
1531 oder 1534 lösten Observaten der Dominikaner die Benediktinerinnen ab, deren Gemeinschaft von Papst Clemens VII. in diesem Jahr aufgehoben wurde. Die Benediktiner erhielten zugleich die Jahreseinnahmen von 250 Dukaten pro Jahr zugesprochen. Ein möglicherweise absichtlich gelegtes Feuer zerstörte die Kirche jedoch, nur die kleine Secundus-Kapelle überstand den Brand. Bruder Zaccaria de Luni gelang es, 30 Ordensbrüder um sich zu sammeln. 1565 wurde der Glockenturm abgerissen. 1566 entstand auf der Insel ein Lazarett.
Nachdem es am 15. Juni 1569 zu einem Brand im Arsenal gekommen war, beschloss die Serenissima, das Munitionslager auf mehrere Inseln in der Lagune zu verteilen. Ein Teil der explosiven Materialien wurde auf San Secondo gelagert. Hinzu kamen Kanonen, die 1574 zur Begrüßung des französischen Königs abgefeuert wurden. 1576 mussten die Brüder die Insel zugunsten von Pestkranken, die unter Quarantäne gestellt worden waren, räumen. Sie wichen nach San Domenico in Venedig aus. Der Senat entschied sich jedoch gegen diese Lösung, so dass sie bald zurückkehren mussten.
Nach mehreren Umbauten und Renovierungen wurde die Kirche nach einem Feuer abgerissen und neu gebaut. 1608 wurde sie geweiht. 1634 überließ die Familie Baffo die Insel dem Kloster. 1660 bis zum 23. Juli 1806 war die Kirche den Jesuaten zugeordnet, die an den Zattere ihre Hauptkirche hatten, doch wurde der Orden bereits acht Jahre später aufgelöst. 1686 wurde die Kirche in eine Predigerschule der Observanten umgewandelt. 1692 wurde die Kapelle des Heiligen nach einem Feuer renoviert und seine Reliquien dorthin transferiert. Nachdem es am 14. Dezember 1788 begonnen hatte zu schneien, war die Lagune eine Woche später zugefroren. Am 30. Dezember kamen die ersten Fußgänger von Mestre auf die Insel, einen Tag später waren Tausende auf dem Eis. 1864 fror die Lagune erneut vollständig zu, ebenso 1929.
Mit der Auflösung der Orden durch Erlass Napoleons im Jahr 1806 verließen die Dominikaner die Insel. Insgesamt wurden in Venedig 15 Männer- und 19 Frauenklöster geschlossen. Stattdessen wurden die Militäranlagen weiter ausgebaut, auf San Secondo entstand ein Munitionslager für die Flotte des Königreichs Italien. Zugleich wurden die Klostergebäude, Kirche und Kapelle abgerissen, die Reliquien des hl. Secundus in die Gesuatikirche transferiert, ebenso wie einige Gemälde. Der Altaraufsatz gelangte in die Chiesa dello Spirito Santo an den Zattere.
Die Insel erhielt mit Beschluss vom 28. Juli 1806 eine große Batterie. 1849 wurden die Anlagen durch den Beschuss der Österreicher stark in Mitleidenschaft gezogen, die die aufständische Stadt belagerten. Dort waren zunächst 8, später 13 Kanonen stationiert worden.
Von diesen Anlagen bestehen nur noch geringe Spuren, die Vegetation hat die Insel zurückerobert. Anfang des 20. Jahrhunderts ging die Insel an die Stadt Venedig, die sie 1904 bis 1936 an Familien verpachtete, die sich verpflichteten, den grassierenden Vandalismus zu unterbinden. Neben einer geringfügigen agrarischen Nutzung diente die Insel als Lager für Feuerwerkskörper und Schlachtabfälle. Nutzungsstudien liefen ins Leere, so dass die Stadt die Insel 1950 an den Staat zurückgab. Noch bis in die frühen 1980er Jahre lebte die Familie Gambirasi auf San Secondo.
Schon durch die Nähe zur benachbarten Brücke ist die Insel heute unbewohnbar. Zwar wurde sie 1968 privatisiert, doch ist sie ungenutzt und starker Erosion ausgesetzt. Hatte sie um 1900 noch eine Fläche von 2 ha, so war sie bis 1936 bereits auf 1,255 ha geschrumpft.